# Cameraria philippinensis
Cameraria philippinensis är en fjärilsart som beskrevs av Tosio Kumata 1995. Cameraria philippinensis ingår i släktet Cameraria och familjen styltmalar.
Artens utbredningsområde är Filippinerna. Inga underarter finns listade i Catalogue of Life.